# Don't Bother to Knock
Don't Bother to Knock este un film noir thriller american din 1952 regizat de Roy Ward Baker. În rolurile principale joacă actorii Richard Widmark și Marilyn Monroe.

## Distribuție
- Richard Widmark ca Jed Towers
- Marilyn Monroe ca Nell Forbes
- Anne Bancroft ca Lyn Lesley
- Donna Corcoran ca Bunny Jones
- Jeanne Cagney ca Rochelle
- Lurene Tuttle ca Ruth Jones
- Elisha Cook Jr. ca Eddie Forbes
- Jom Backus ca Peter Jones
- Verna Felton ca Emma Ballew
- Willis Bouchey ca Joe the Bartender
- Don Beddoe ca Mr. Ballew